# Анастасия Греческая
Анастасия Греческая и Датская (греч. Αναστασία από την Ελλάδα και τη Δανία, при рождении Нони Мэй Стюарт (англ. Nonie May Stewart), в первом браке Уортингтон (англ. Worthington), во втором Лидс (англ. Leeds), 20 января 1878, Зейнсвилл, Огайо, США — 29 августа 1923, Лондон, Великобритания) — американская наследница, в третьем браке супруга принца Христофора Греческого и Датского, младшего сына короля Георга I и Ольги Константиновны, член датской и греческой королевских семей.

## Биография
Нони Мэй Стюарт родилась 20 января 1878 года в городе Зейнсвилл, штат Огайо, США в семье богатого предпринимателя Уильяма Чарльза Стюарта и его супруги Мэри Холден, женатых с 11 декабря 1874 года. К 1880 году семья переехала в Кливленд. Вскоре после переезда мать Нони скончалась и отец женился повторно. Нони Мэй получала домашнее образование, пока она не была отправлена в школу миссис Портер в Фармингтон, штат Коннектикут. После её окончания она стала часто бывать в высшем обществе.
1 октября 1894 года в Кливленде Нони вышла замуж за Джорджа Эли Уортингтона (1872—1950), сына Ральфа Уортингтона, который был сыном самого крупного промышленника Кливленда. В свидетельстве о браке было записано, что Нони родилась в 1876 году по той причине, что закон штата Огайо требовал, чтобы женщины вступали в брак только по достижении 18-летнего возраста, а невесте тогда исполнилось лишь 16 лет. Пара прожила вместе четыре года, детей в браке не было. 23 марта 1899 года они развелись. Нони вернулась в дом отца и мачехи.
3 августа 1900 года вступила во второй брак с Уильямом Лидсом (1861—1908), стальным магнатом. Для обоих супругов это был второй брак. Состояние мужа оценивалось в 35 миллионов долларов. В браке имела одного сына:
- Уильям Бейтман Лидс (1902—1971) — был женат на княжне императорской крови Ксении Георгиевне Романовой, имел дочь Нэнси, в 1930 году супруги развелись.

Уильям Лидс умер в 1908 года в Париже, оставив всё своё наследство супруге.
Нона стала вдовой в возрасте 30 лет. После смерти супруга она переехала в Европу, поселившись в Лондоне, где в тот период была известна под именем Нэнси Лидс. Молодая вдова вращалась вокруг высшей аристократии. Она была постоянным клиентом ювелирного дома Cartier, стала собирать дорогую мебель и произведения искусства.

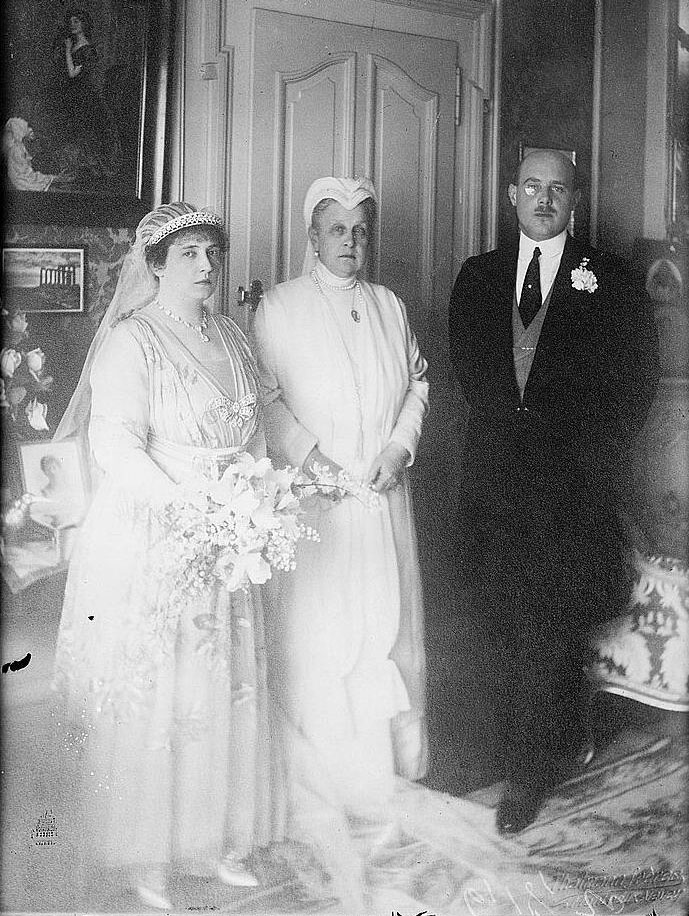
Анастасия Греческая вместе с супругом принцем Христофором и королевой Ольгой Греческой, матерью Христофора, в день свадьбы 1 февраля 1920 года

В Лондоне около 1914 года она встретила своего будущего третьего мужа — принца Христофора Греческого и Датского (1888—1940), младшего сына короля Греции Георга I, который был на десять лет её младше. Принц в своих мемуарах писал, что встретил миссис Лидс, на четыре года старшую его самого, в Биаррице в 1914 году, решив тотчас на ней жениться без каких-либо колебаний.
В том же 1914 году их связь стала известна общественности. Свадьба была отложена ввиду несогласия греческой королевской семьи на брак принца с американской простолюдинкой, которая была уже дважды замужем. После Первой мировой войны, когда королевская семья отправилась в изгнание, деньги миссис Лидс помогли августейшим родственникам принца Христофора. После этого родственники дали своё согласие на брак. Православная свадьба состоялась 1 февраля 1920 года в Веве, Швейцария, через шесть лет после первой встречи. Через четыре дня после свадьбы Нэнси официально перешла в греческое православие, приняв имя Анастасия. От короля Александра I ей был дан титул «Её Королевское Высочество принцесса Анастасия Греческая и Датская». Она продолжала мелькать в американской жёлтой прессе, где её называли «Долларовая принцесса». Супруги проживали в Лондоне, где активно участвовали в жизни столичного света.
Вскоре после брака с Христофором у Анастасии был обнаружен рак. Она умерла три года спустя в Спенсер-хаусе. По её воле тело было возвращено в США и похоронено на кладбище Вудлон, Нью-Йорк, рядом с родителями. Всё наследство умершей принцессы было разделено между сыном и мужем. В 1929 году Христофор вступил во второй брак с французской принцессой Франсуазой Орлеанской (1902—1953), от брака с которой имел одного сына, принца Михаила. Умер Христофор в 1940 году в возрасте 51 года в Афинах.